# Upton, West Yorkshire
Upton är en by i civil parish Upton and North Elmsall, i grevskapet West Yorkshire, i Storbritannien. Den ligger i distriktet Wakefield och riksdelen England, i den centrala delen av landet, 250 km norr om huvudstaden London. Upton var en civil parish från 1866 till 2023 då den blev en del av Upton and North Elmsall. Civil parish hade 3 666 invånare år 2021. Byn nämndes i Domedagsboken (Domesday Book) år 1086, och kallades då Ultone/Uptone.